# ブラウザホン633S
ブラウザホン633S（ブラウザホンろくさんさんエス）は、シャープによって開発された、NTTドコモのPHS部門のPHS端末製品である。

## 概要
2001年12月3日に、NTTドコモより発売された。仕様は当時の携帯電話機能に追いつき、1.9インチの65536色GFカラー液晶を採用。着メロは32和音に対応した。また、ドコモのPHSでは初めての折りたたみ端末でもある（NTTパーソナル時代には数機種折りたたみ端末は発売されている）。
PHS端末で初めてBluetooth（対応プロファイルはGAP/SDAP/SPP/DUN/GOEP/OPP。機器では「電話サービス、データ交換」と表示）を搭載。日本の携帯電話を含めてもauから発売されたC413Sに次ぎ2例目になる。なお、Bluetooth機能を外したブラウザホン642Sが2ヶ月後の2002年2月に発売されている。その後、ドコモからはしばらくBluetooth対応音声端末は発売されず、2004年6月に発売されたF900iTまで空くことになる。そのため、実用的にBluetoothダイヤルアップが可能な唯一の端末として長く人気があった。
641Ss/Sfを引き継ぎ、ブラウザについては、mopera接続の他に一般のインターネットサービスプロバイダに接続する事が出来る。mopera経由の場合は1分15円で、一般のプロバイダの場合は昼間1分10円、夜間90秒10円で接続する事が出来る。ドコモが提供するメニューに関してはmopera経由しか接続する事が出来ない。
メールに関しては、これまでの機種に引き続きパルディオEメールに対応し、仕様最大の10000文字までのメールを送受信する事が出来る。仕様上、着信と同時にメールが送信されないのを補う為に、通話終了後にEメールを自動で読み込む機能や、タイマーで時間を決めて定期的にメールを確認する機能も搭載している。また、POP3やSMTP等の外部メールにも対応している。

## 仕様
- 形状：折りたたみ式
- サイズ：幅49mm×高さ93mm×奥行26mm
- 重量：99g
- 連続通話時間：約450分
- 連続待受時間：約550時間
- ディスプレイ：120×160ドット1.9インチ、65536色GFカラー液晶
- カメラ：無し
- 外部メモリー：無し
- カラー：グレースシルバー

## 歴史
- 2001年9月13日：電気通信端末機器審査協会 (JATE)通過（A01-0752JP・「SHP0006」として）
- 2001年11月28日：ドコモより発売を発表
- 2001年12月3日：発売開始